# Otto Roquette

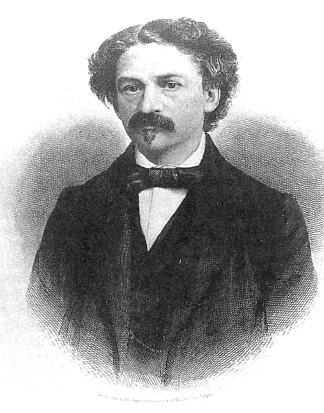
Otto Roquette

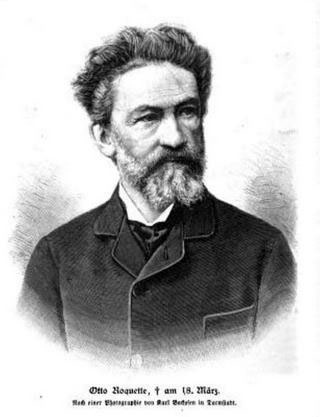
Otto Roquette

Otto Roquette (* 19. April 1824 in Krotoschin bei Posen; † 18. März 1896 in Darmstadt) war ein deutscher Schriftsteller.

## Leben
Roquette war hugenottischer Abstammung; er war der Sohn des Landgerichtsrats Louis Jean Roquette und dessen Ehefrau Antoinette Barraud. Seinen ersten Unterricht erfuhr er durch seinen Großvater, einen reformierten Pastor. 1834 kam er nach Bromberg und studierte 1846–1850 Philologie und Geschichte an den Universitäten Heidelberg, Berlin und Halle. Er schloss sich während seiner Studienzeit der Fürstenthal-Burschenschaft in Halle und von 1844 bis 1847 der alten Heidelberger Burschenschaft Teutonia an. Nach Reisen in die Schweiz und nach Italien zog er 1852 nach Berlin. Dort schloss er Bekanntschaft u. a. mit August Förster, Alfred Graefe, Rudolf Kögel und Hans von Thümmel. Des Öfteren traf man sich auch zum Gedankenaustausch bei der Schriftstellerin Louise von François in Weißenfels. 
1853 holte man Roquette als Lehrer für Deutsch und Geschichte ans Blochmannsche Institut nach Dresden. 1857 kehrte er nach Berlin zurück und wurde 1862 Professor für Literaturgeschichte an der preußischen Kriegsakademie, bevor er 1867 an die königliche Gewerbeakademie wechselte. Während dieser Zeit zählte er zu den Gästen der regelmäßigen Treffen der Gesellschaft Tunnel über der Spree. 
1863 wurde er Ehrenmitglied der Sängerschaft St. Pauli Leipzig. 1868 wurde er Corpsschleifenträger der Teutonia Berlin. Ab 1869 unterrichtete er am Polytechnikum Darmstadt. In der Zeit von 1878 bis 1881 und nochmals von 1894 bis zu seinem Tod 1896 hatte er auch nebenamtlich die Leitung der Hochschulbibliothek der TH Darmstadt inne.
1893 wurde er zum Geheimen Hofrat ernannt. Roquette war befreundet mit dem deutschen Schriftsteller Paul Heyse und wie dieser Mitglied der literarischen Vereinigung „Rütli“.
Otto Roquette wurde auf dem Alten Friedhof in Darmstadt bestattet (Grabstelle: I B 110). Das Grab ist ein Ehrengrab.

## Rezeption
Mit seiner pseudoromantischen, epigonalen Lyrik und seiner märchenhaft drapierten Versepik ist Roquette ein typischer Vertreter der Butzenscheibenlyrik. Seine Werke wurden nach 1850 außerordentlich populär und erfreuten sich vor allem in konservativen Kreisen großer Beliebtheit. Roquettes nachrevolutionäre Modepoesie stand in bewusster Abkehr von der politischen Tendenzlyrik der Vormärzepoche. Sein Liebe, Wein, Rhein und Jugend feierndes Versepos Waldmeisters Brautfahrt erschien zuerst 1851, brachte es in dreißig Jahren auf mehr als 50 Auflagen und wurde ein sensationeller Bucherfolg für die damalige Zeit. Illustriert von Arpad Schmidhammer.
Populär wurde Roquette auch mit einigen Liedern, so mit dem 1851 verfassten und 1863 von Wilhelm Baumgartner zu einem bekannten Volkslied vertonten Gedicht Noch ist die blühende, goldene Zeit. Roquette war auch als Erzähler, Dramatiker, Literaturhistoriker und Autobiograph tätig.
Roquettes Werk wurde später als überwiegend seicht und künstlerisch wertlos eingeschätzt und ist heute nahezu vergessen.

„Dramen waren seine ersten Arbeiten, wie seine letzten, nach diesem Lorbeer hat er stets am heißesten gestrebt - und doch hat ihn, den Mann von großem Kunstverstand und seltener Selbstkritik, die innere Stimme in diesem Einen getäuscht“

## Werke
Autobiographie

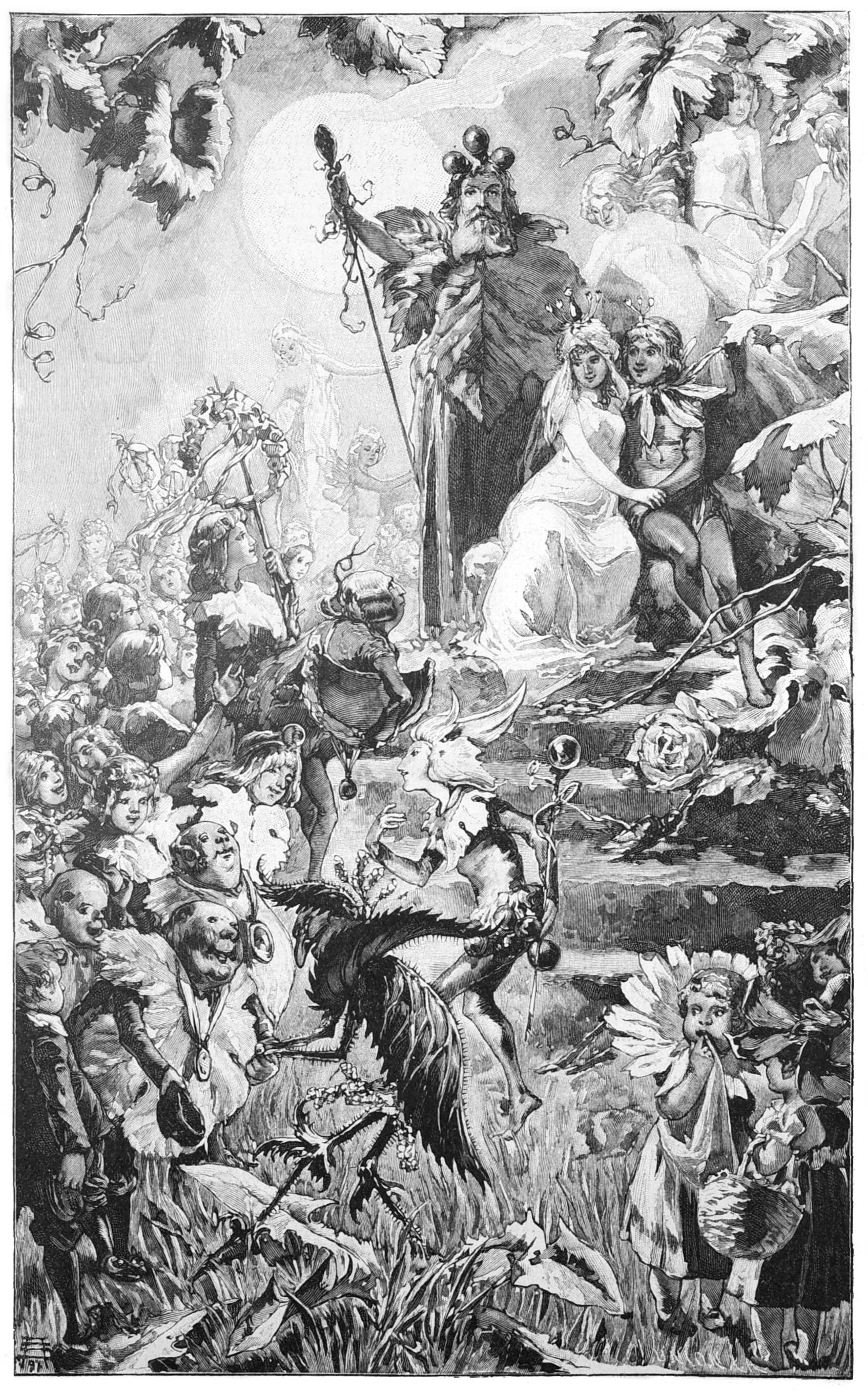
Die Huldigung der deutschen Weine und Feldblumen vor Prinz Waldmeister und Prinzessin Rebenblüte.
Aus „Waldmeisters Brautfahrt“. Illustration: Arpad Schmidhammer

- Siebzig Jahre. Geschichte meines Lebens. 2 Bände. Bergsträsser, Darmstadt 1894. Digitalisat Digitalisat

Erzählungen
- Herr Heinrich. Eine deutsche Sage. Cotta, Stuttgart 1854. (2. Aufl. 1857)
- Das Hünengrab. Historische Erzählung. Katz, Dessau 1855.
- Erzählungen. Kunst & Wissenschaft, Frankfurt am Main 1859.
- Neue Erzählungen. Cotta, Stuttgart 1862.
- Susanne. Erzählung. Cotta, Stuttgart 1864.
- Die Legende von der heiligen Elisabeth. Cotta, Stuttgart 1866[4].
- Luginsland. Novellen. Cotta, Stuttgart 1867.
- Pierrot. Eine Erzählung. In: Westermanns Jahrbuch/NF. Band 5, 1867, S. 337–350, 449–464, 561–574.
- Krachmost. Erzählung. In: Deutsche Romanzeitung. Jg. 5, Band 2, 1868.
- Das Paradies. Erzählung. In: Deutsche Romanzeitung. Jg. 6, Band 1, 1869.
- Novellen. Hertz, Berlin 1870.
- Welt und Haus. Novellen. Westermann, Braunschweig 1871/1875.
- Gevatter Tod. 1873.
- Die Schlangenkönigin. Neuauflage. In: Deutscher Novellenschatz. Hrsg. von Paul Heyse und Hermann Kurz. Bd. 16. 2. Aufl. Berlin, [1910], S. 221–335. In: Weitin, Thomas (Hrsg.): Volldigitalisiertes Korpus. Der Deutsche Novellenschatz. Darmstadt/Konstanz, 2016. (Digitalisat und Volltext im Deutschen Textarchiv)
- Neues Novellenbuch. Schottländer, Breslau 1884.
- Unterwegs, Novellen. Schottländer, Breslau 1884.
- Tage des Waldlebens. Novellen. Schottländer, Breslau 1884.
- Große und kleine Leute in Alt-Weimar. Novellen. Schottländer, Breslau 1887[5].
- Frühlingsstimmen. Novellen. Verlag Schottländer, Breslau 1890[6].
- Des Lebens Mummenschanz. Novelle. Societäts-Druckerei, Frankfurt am Main 1890[7].
- Erzählende Dichtung. Fontane, Berlin 1892[8].
- Sonderlinge. Novellen. Schottländer, Breslau 1895.
- Krethi und Plethi. Novellen. Schottländer, Breslau 1896.
- Von Tag zu Tage. Erzählungen. Cotta, Stuttgart 1896[9].

Lyrik
- Waldmeisters Brautfahrt. Ein Rhein-, Wein- und Wandermärchen. Versepos. Stuttgart 1851. Nachdruck: Sommer, Wien 2008, ISBN 978-3-902664-36-5.
- Gedichte. 3. Auflage. Cotta, Stuttgart 1859 (früherer Titel: Liederbuch).
- Der Tag von St. Jakob. Ein Gedicht. 3. Auflage. Cotta, Stuttgart 1852.
- Haus Haidekuckuck. Versepos. 1855.
- Baum im Odenwald. 1884.

Romane
- Heinrich Falk. Roman in drei Teilen. Trewendt, Berlin 1879.
- Euphrosyne. Roman. Hallberger, Stuttgart 1877 (Deutsche Romanbibliothek).
- Das Buchstabirbuch der Leidenschaft. Roman. Hertz, Berlin 1878.
- Im Hause der Väter. Roman. 1878.
- Die Prophetenschule. Roman. 2 Bände. Janke, Berlin 1879.

Sachbücher
- Leben und Dichten Johann Christian Günthers. Biographie. 1860.
- Geschichte der Deutschen Dichtung. Von den ältesten Denkmälern bis auf die Neuzeit. Stuttgart 1862/1863. Nachdruck: Ebner & Seubert, Stuttgart 1879 (2 Bände in einem Band).
- Friedrich Preller. Ein Lebensbild. Rütten & Loening, Frankfurt am Main 1883.

Theater
- Walpurgis. Drama in fünf Aufzügen. Litfass, Berlin 1850.
- Orion. Ein Phantasiestück. Schlodtmann, Bremen 1851.
- Das Reich der Träume. Ein dramatisches Gedicht in fünf Aufzügen. Schindler, Berlin 1853.
- Dramatische Dichtungen. 3 Bände. Cotta, Stuttgart 1867/1876.
- Rhampsinit. Fasnachtskomödie in drei Akten. Herbert, Darmstadt 1873.
- Das Haus Eberhard. Lustspiel in vier Akten. Herbert, Darmstadt 1884.

Werkausgabe
- Ausgewählte Werke. 6 Bände. Cotta, Stuttgart 1893.

## Ehrengrab
- Ehrengrab in Darmstadt